# Afton Williamson
Afton Williamson (Sylvania, 7 settembre 1984) è un'attrice statunitense.
È nota per aver interpretato il ruolo dell'agente Talia Bishop nella serie della ABC The Rookie e dell'assistente procuratore distrettuale Alison Medding nella serie di Cinemax Banshee - La città del male.

## Biografia
Williamson ha conseguito un Bachelor of Fine Arts presso la Eastern Michigan University e un Master in Fine Arts presso l'Alabama Shakespeare Festival. Williamson ha esordito nella commedia Race a Broadway. Successivamente ha fatto il suo debutto televisivo apparendo in un episodio di The Good Wife. 
Nel 2011 ha fatto il suo debutto al cinema nel film drammatico Pariah diretto da Dee Rees.
Successivamente ha lavorato in diverse serie televisive: Law & Order: Unità vittime speciali, Blue Bloods, Elementary, A Gifted Man  e Nashville. 
Dal 2014 al 2015, ha recitato nella serie della rete Cinemax Banshee - La città del male. 
Nel 2016, viene scelta per un ruolo da protagonista nella serie drammatica The Breaks.

## Filmografia parziale

### Cinema
- Pariah, regia di Dee Rees (2011)
- 40 carati (Man on a Ledge), regia di Asger Leth (2012)
- Rapita: il dramma di Carlina White (Abducted: The Carlina White Story), regia di Vondie Curtis-Hall (2012)
- Write When You Get Work, regia di Stacy Cochran (2018)
- La vita dopo i figli (Otherhood), regia di Cindy Chupack (2019)
- Still Here, regia di Vlad Feier (2020)

### Televisione
- The Good Wife - serie TV, episodio 2x07 (2010)
- A Gifted Man - serie TV, 8 episodi (2011-2012)
- Homeland: Caccia alla spia (Homeland) - serie TV, 3 episodi (2011)
- Law & Order - Unità vittime speciali (Law & Order: Special Victims Unit) - serie TV, episodio 12x21 (2011)
- Nashville - serie TV, 3 episodi (2012)
- Blue Bloods - serie TV, episodio 2x18 (2012)
- The Following - serie TV, episodi 1x11, 3x03 (2013-2015)
- Banshee - La città del male (Banshee) - serie TV, 14 episodi (2014-2015)
- Blindspot - serie TV, 2 episodi (2015-2016)
- Elementary - serie TV, episodio 3x22 (2015)
- The Night Of - Cos'è successo quella notte? (The Night Of) - serie TV, 4 episodi (2016)
- The Breaks - serie TV, 8 episodi (2017)
- The Blacklist - serie TV, episodio 4x15 (2017)
- The Rookie - serie TV. 20 episodi (2018-2019)
- Shades of Blue - serie TV, 7 episodi (2018)
- Bull - serie TV, episodio 2x15 (2018)

## Doppiatrici italiane
Nelle versioni in italiano delle opere in cui ha recitato, Afton Williamson è stata doppiata da:
- Rossella Acerbo in Blindspot, The Night Of - Cos'è successo quella notte?
- Daniela Calò in A Gifted Man
- Letizia Scifoni in Law & Order - Unità vittime speciali
- Laura Romano in Nashville
- Myriam Catania in Rapita: il dramma di Carlina White
- Alessandra Cassioli in Blue Bloods
- Emanuela D'Amico in Banshee - La città del male
- Alice Bertocchi in The Rookie
- Rachele Paolelli in Bull